# Valgforbund
 Denne artikel omhandler overvejende eller alene danske forhold. Hjælp gerne med at gøre artiklen mere almen.
Et valgforbund, formelt kaldet et valgteknisk samarbejde i Danmark, er en aftale der indgås mellem politiske partier eller lister for at minimere stemmespild og for at maksimere antallet af mandater, der tilfalder partierne i valgforbundet. Ved opgørelsen af et valg, hvor to eller flere partier har indgået et valgforbund, regnes valgforbundet teknisk som ét parti ved mandatfordelingen. Derefter fordeles mandaterne blandt valgforbundets partier.
udover valg til politiske organer som f.eks. et parlament, indgås der ofte liste- og valgforbund ved valg til universiteters bestyrelser og i nogle foreninger.

## Danmark
I Danmark kan der indgås valgforbund ved kommunalvalg, regionalvalg og Europa-Parlamentsvalg, men ikke ved folketingsvalg. Partigrupperne i et nyvalgt Folketing laver valgforbund, når der skal vælges medlemmer til Folketingets udvalg. I mange kommuner indgår de borgerlige partier i ét valgforbund, mens Socialdemokraterne, SF og/eller Enhedslisten udgør et andet valgforbund.
Ved kommunalvalg kan der endvidere indgås listeforbund, som er forbund mellem lister inden for samme parti. I så fald fordeles mandaterne først mellem de forskellige valgforbund, dernæst mellem valgforbundets partier/listeforbund, og derefter mellem de enkelte lister i listeforbundet. Det benyttes typisk af partiet Venstre, der i mange kommuner har tradition for flere lokale lister. De enkelte lister i listeforbundet benævnes med partibogstav og nummer, f.eks. V1, V2 og V3.
Valgforbund bliver ofte kritiseret for at favorisere større partier, hvilket kan give disproportionelle resultater. Ved kommunalvalget i 2017 var der 10 kommuner ud af 98, hvor et parti fik absolut flertal i byrådet med mindre end halvdelen af stemmerne. Ifølge forskere Ulrik Kjær og Jørgen Elklit var der ved samme valg 20 kommuner, hvor et parti fik færre mandater end et parti, de fik flere stemmer end.